# Vita Björn
Vita Björn, formellt Kronohäktet i Kastelholm, är ett nedlagt fängelse i Sunds kommun på Åland, Finland. Byggnaden uppfördes 1784 när Kastelholms slotts storhetstid var över. Det är den äldsta bevarade fängelsebyggnaden i Finland och användes som häkte och fängelse fram till 1975, då verksamheten flyttades till Godby.

## Beskrivning
Byggnaden har en typisk landsortsfängelseindelning från 1700-talet. I den ena delen låg fångvaktarnas bostäder, medan den andra halvan inrymde fem fångrum:
- Tre celler byggda vid uppförandet 1784
- Två tillkomna 1839

Fångrummen var små (ca 4 m²) och saknade ursprungligen fönster. Under senare tid tillkom en liten gård för uteluft.

## Museiverksamhet
Vita Björn öppnades som museum 1985 och blev därmed Finlands första offentliga fängelsemuseum. Museet visar:
- Historiska fångcellers utformning
- Fångvaktarnas arbetsförhållanden
- Utvecklingen av fångvården på Åland

Museet är öppet för allmänheten under sommarsäsongen.